# Walter Cowan
Walter Henry Cowan KCB, DSO & Bar, MVO (ur. 11 czerwca 1871 w Crickhowell, zm. 14 lutego 1956 w Leamington) – brytyjski wojskowy, admirał Royal Navy, uczestnik szeregu konfliktów zbrojnych, od brytyjskich wojen kolonialnych lat 90. XIX wieku do obu wojen światowych, dowódca eskadry krążowników operujących na Bałtyku podczas interwencji antybolszewickiej lat 1918–1919. W 1944 roku, mając 73 lata, brał udział w akcjach frontowych z bronią w ręku.

## Życiorys
Walter Henry Cowan urodził się w walijskim Crickhowell, był synem oficera Royal Welch Fusiliers, który po odejściu z armii został sędzią pokoju w Alveston. W 1884 roku wstąpił jako kadet do Royal Navy, na okręt szkolny „Britannia”. Jego kolegą z rocznika był David Beatty. W 1886 roku został promowany do stopnia midszypmena. Służył na pancernikach „Alexandra” we Flocie Śródziemnomorskiej oraz „Temeraire” na wodach ojczystych. W 1890 roku awansował do stopnia porucznika (Sub-Lieutenant), w 1892 kapitana (Lieutnant).
Od 1894 roku służył w Afryce. Na krążowniku „Barrosa” brał udział w ekspedycji karnej, dowodzonej przez admirałów Fredericka Betforda i Harry’ego Rawsona. Za udział w kolejnej ekspedycji admirała Rawsona, w Beninie w 1897 roku, został wymieniony w rozkazie. W 1898 roku służył przez krótki czas na niszczycielu „Boxer” na Morzu Śródziemnym, po czym objął dowodzenie kanonierką „Sultan” na Nilu podczas kampanii lorda Kitchenera w Sudanie. Brał udział w bitwie pod Omdurmanem. Podczas incydentu w Faszodzie dowodził flotyllą kanonierek. Za swoje zasługi otrzymał po raz pierwszy Distinguished Service Order. W 1899 roku był adiutantem lorda Kitchenera, a następnie adiutantem z ramienia floty lorda Robertsa podczas II wojny burskiej. W 1901 roku awansował do stopnia komandora porucznika (Commander). Po powrocie do kraju służył jako oficer na pancerniku „Prince George”, następnie objął dowodzenie niszczycielem „Falcon”. W 1904 roku odznaczono go Królewskim Królewskim Orderem Wiktoriańskim. W 1906 roku został awansowany do stopnia komandora (Captain), dwa lata później objął stanowisko dowódcy niszczycieli Channel Fleet. W 1910 roku był pierwszym dowódcą nowego krążownika lekkiego „Gloucester”, w 1912 roku został szefem sztabu admirała Johna de Robecka.
W pierwszych miesiącach I wojny światowej dowodził pancernikiem „Zealandia” w składzie Grand Fleet, by na początku 1915 roku objąć dowodzenie krążownikiem liniowym „Princess Royal”, jako oficer flagowy kontradmirała Osmonda de Beauvior Brocka. Na jego pokładzie uczestniczył w bitwie jutlandzkiej, po której został odznaczony Orderem Łaźni. Od połowy 1917 roku dowodził, w stopniu komodora (Commodore), 1. Eskadrą Krążowników Lekkich operującą do zakończenia działań wojennych na Morzu Północnym. Awansowany 2 września 1918 roku do stopnia kontradmirała (Rear Admiral), wziął udział w antybolszewickiej interwencji, dowodząc 1. Eskadrą na Bałtyku. Operował w rejonie wybrzeży Finlandii, Estonii i Łotwy, chroniąc te państwa przed wpadnięciem pod kontrolę bolszewików. Pozostające pod jego komendą torpedowce brytyjskie przeprowadziły skuteczny atak na flotę radziecką w jej bazie w Kronsztadzie. Za swoje zasługi na Bałtyku otrzymał w 1919 roku Komandorię Orderu Łaźni, a w 1921 roku został baronetem of the Baltic. Zdał dowodzenie 1. Eskadrą 5 lipca 1920 roku. Od 31 marca 1921 do 15 maja 1923 roku podnosił swą flagę na krążowniku liniowym „Hood”, dowodząc Eskadrą Krążowników Liniowych. Awansowany w 1923 roku do stopnia wiceadmirała (Vice Admiral), został spensjonowany w ramach posunięć oszczędnościowych we flocie. Do czynnej służby powrócił dwa lata później, jako superintendent stoczni w Rosyth. W latach 1926–1928 dowodził North America and West Indies Station. 1 sierpnia 1927 roku awansował do stopnia pełnego admirała (Admiral). W 1930 roku został pierwszym adiutantem morskim na dworze króla Jerzego V, rok później przeszedł w stan spoczynku.
Powrócił do czynnej służby po wybuchu II wojny światowej. Przyjąwszy na własne życzenie niższy stopień komandora porucznika, szkolił organizowane przez Rogera Keyesa pierwsze oddziały Commando. Pomimo podeszłego wieku brał udział w akcjach frontowych w Afryce Północnej. 27 maja 1942 roku, podczas bitwy o Bir Hekeim, pełniąc funkcję oficera łącznikowego przy hinduskim regimencie 18th King Edward's Own Cavalry, walczył z bronią w ręku i został wzięty do włoskiej niewoli. Uwolniony podczas wymiany jeńców w roku następnym, powrócił do służby frontowej, uczestnicząc w akcjach brytyjskich komandosów we Włoszech i na wybrzeżu dalmatyńskim w 1944 roku, mając 73 lata. Został po raz drugi odznaczony Distinguished Service Order. Ponownie przeszedł w stan spoczynku w 1945 roku. Po wojnie otrzymał honorowy stopień pułkownika 18th King Edward's Own Cavalry. Zmarł w Leamington 14 lutego 1956 roku.
W 2007 roku estońska marynarka wojenna nazwała Admiral Cowan przejęty od Royal Navy niszczyciel min typu Sandown.